# Werner Zoege von Manteuffel
Maximilian Friedrich Werner Zoege von Manteuffel (ros. Вернер Германович Цеге-фон-Мантейфель, ur. 1 lipca?/13 lipca 1857 w Määri, zm. 14 marca 1926 w Tallinnie) – estoński chirurg.

## Życiorys
Syn Hermanna Zoege von Manteuffla i Berthy von Parrot. Studiował na Uniwersytecie w Dorpacie, w 1886 roku otrzymał dyplom. Od 1886 do 1890 asystent w klinice chirurgicznej u Wahla, w 1889 roku habilitował się z chirurgii. W 1899 został profesorem nadzwyczajnym, w 1905 roku profesorem zwyczajnym. W 1918 roku przeszedł na emeryturę. Pamiętany jest jako jeden z pierwszych chirurgów-zwolenników aseptyki. Jako pierwszy zalecał stosowanie wygotowanych, gumowych rękawiczek chirurgicznych.
W 1920 został odznaczony estońskim Krzyżem Wolności II klasy.
W 1888 roku ożenił się z Anną (Anitą) de Vries (1864–1918).

## Wybrane prace
- Experimentelle Studien über Geräusche bei Gefässverletzungen. Diss. Dorpat 1886
- Volvolus cocci. Sammlung klinischer Vorträge, 1899.
- Über angiosclerotische Gangrän. Archiv für klinische Chirurgie 42, ss. 569-574, 1891
- Gummihandschuhe in der chirurgischen Praxis. Zentralblatt für Chirurgie 24 (20), 553-556, 1897
- Über die Ursachen des Gefässverschlusses bei Gangrän. Deutsche Zeitschrift für Chirurgie 47, ss. 463-475, 1898
- Die Behandlung der Gefässverletzungen im Kriege 1905/06. Archiv für klinische Chirurgie 81, ss. 306-332, 1906
- Das Sanitätswesen im estnischen Freiheitskrieg. Berlin, 1922